# Папа (город)
Па́па (венг. Pápa) — город на западе Венгрии в медье Веспрем. Второй по населению город медье. Население — 33 080 человек (2007).

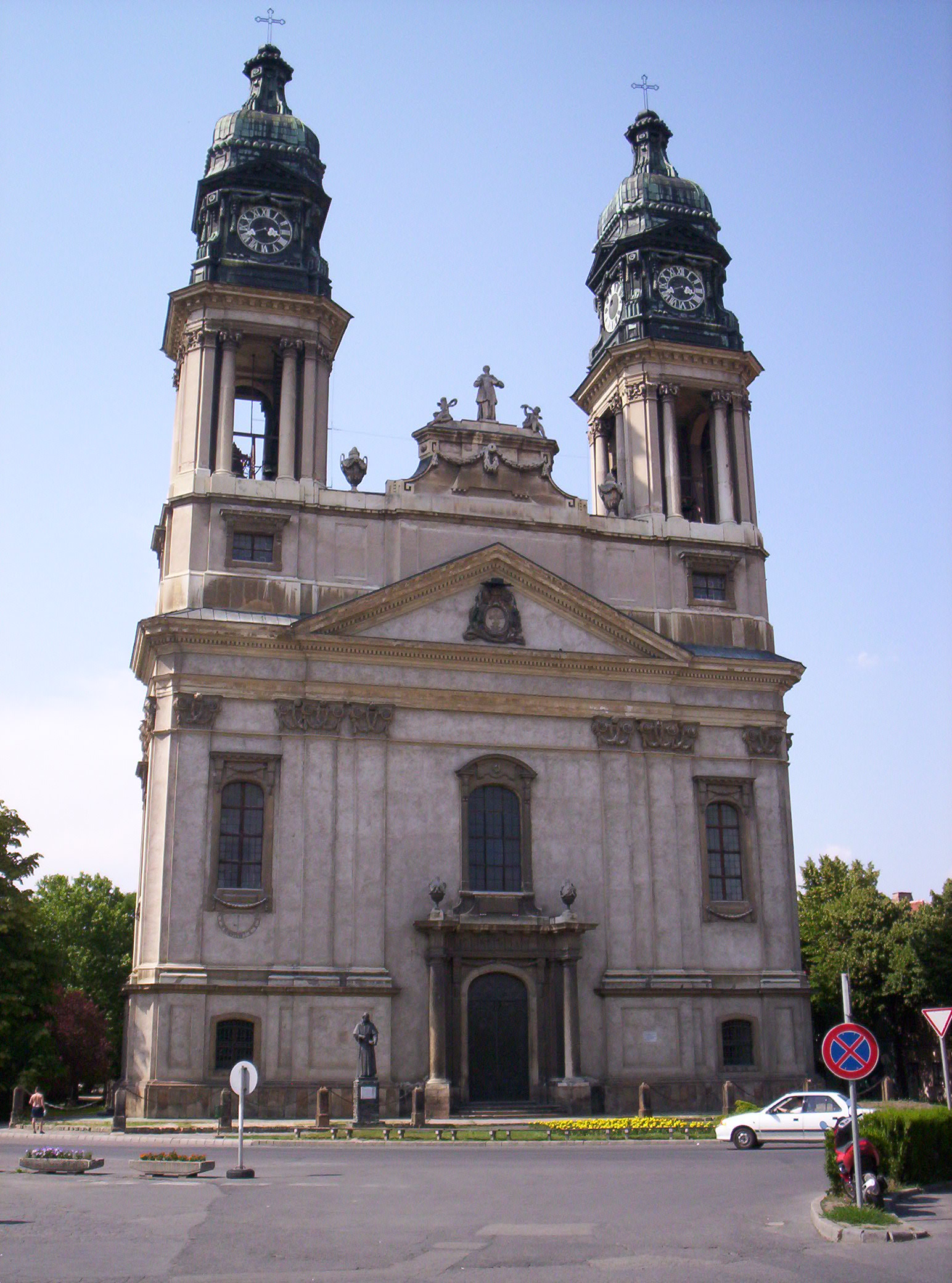
Собор св. Стефана

Город Папа расположен к северу от холмистой гряды Баконь. Он находится в 40 километрах к северо-западу от столицы медье — Веспрема и в 40 километрах к югу от Дьёра. Папа — железнодорожный узел, дороги ведут в Сомбатхей, Татабанью, Дьёр и Чорну. Автодороги связывают город с окрестными городами.
Население города в значительной мере составляют потомки немецких переселенцев, прибывших сюда в XVIII веке после освобождения Венгрии от турок.

## Достопримечательности
- Дворец Эстерхази
- Католический собор св. Стефана
- Кальвинистская церковь
- Синагога

## Население
| Год  | Численность | Численность |
| ---- | ----------- | ----------- |
| 2013 | 31 528      | [ 2 ]       |
| 2014 | 31 268      | [ 3 ]       |
| 2018 | 30 382      | [ 4 ]       |
| 2021 | 29 387      | [ 5 ]       |
| 2022 | 29 019      | [ 6 ]       |
| 2023 | 28 789      | [ 7 ]       |
| 2024 | 28 549      | [ 1 ]       |

## Города-побратимы
- Leinefelde[вд], Германия[8]
- /  /  Вышково, Украина / Австрийская империя / Австро-Венгрия[8]
- Горлице, Польша[8]
- Гурбаново, Словакия[8]
- Казалеккио-ди-Рено, Италия[8]
- Кампен, Нидерланды[8]
- Ковасна, Румыния[8]
- Лученец, Словакия[8]
- Шветцинген, Германия[8]
- Эйлат, Израиль[8]